# Eculizumab
Eculizumabe (nome comercial Soliris da Alexion Pharmaceuticals) é um anticorpo monoclonal que se dirige contra a fração C5 do sistema complemento. Tem indicação para a síndrome hemolítico-urémica e hemoglobinúria paroxística noturna.

## Mecanismo de ação
Em pacientes com hemoglobinúria paroxística noturna que possuem uma deficiência na proteína CD59 e CD55 (impedem naturalmente a destruição dos glóbulos vermelhos por complemento) que permite lise de glóbulos vermelhos pelo complemento. Ao ligar-se a fração C5 do complemento bloqueando-a, o eculizumab impede o complemento de atacar estas células.

## Correção do prazo de expiração de Patente no Brasil
Em 2018 foi aprovada no Brasil, pelo STJ, a correção do prazo de expiração da patente do medicamento, baseada no preceito de que patentes de produtos químicos requeridas entre Janeiro de 1995 e Maio de 1997 já expiraram, possibilitando a concorrência com genéricos. Esse intervalo refere-se ao período entre assinatura de acordo internacional de proteção de propriedade intelectual e o início da vigência da legislação brasileira.